# Tru64
Tru64 är en Unix-dialekt från HP för datorer baserade på DEC Alpha-processorn. Tru64 härstammar ursprungligen från DEC OSF/1, som var DEC:s version av OSF/1. OSF/1 var ett samarbete mellan bland annat DEC, IBM och HP för att skapa en standard inom Unix. När samarbetsgruppen för OSF/1 avbröts, döptes DEC OSF/1 om till Digital Unix. Ännu senare, när Compaq köpte upp DEC byttes namnet till Tru64 för att tydligt påpeka dess 64-bitars natur.
Tru64 är helt 64-bitars, och stödjer många avancerade funktioner, bland annat filsystemet AdvFS och klusterfunktionen TruCluster. Liksom Ultrix stödjer det även standarder från DEC:s äldre operativsystem, bland annat DECnet och LAT. Den senaste versionen är 5.1B.